# Jakob Henrik af Forselles

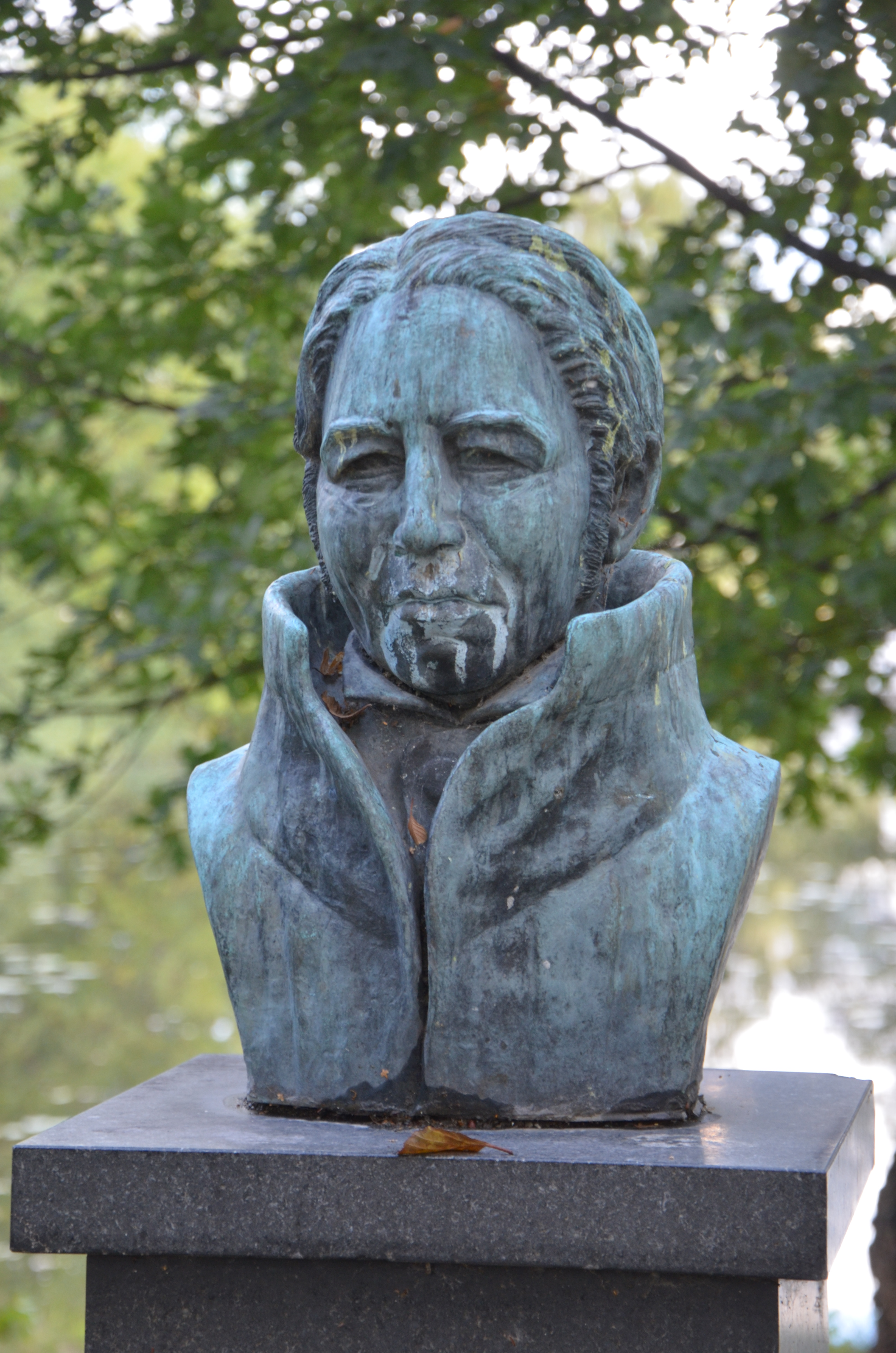
Byst av Anna Schött i Stadsparken i Sala.

Jakob Henrik af Forselles, född 27 december 1785 på Strömfors bruksegendom i Finland, död 13 juni 1855 i Stockholm, var en svensk bergshauptman.
af Forselles blev 1802 student vid Uppsala universitet, där han 1806 avlade hovrätts- och 1812 bergsexamen. År 1816 blev han ledamot av den kommitté som hade uppdrag att utarbeta planen till ett bergsinstitut (upprinnelsen till Bergsskolan i Falun), blev 1817 ledamot av Vetenskapsakademien och utnämndes samma år till bergshauptman vid Sala silvergruva, vid vilket han införde många och genomgripande förbättringar. af Forselles gjorde även viktiga insatser även för andra bergverk, men hans viktigaste arbete, vilket upptog honom från 1838 till hans död, var ledningen av de av Brukssocieteten bekostade geognostiska undersökningarna av Sverige och upprättandet av dithörande kartor.
af Forselles var son till bergsrådet och brukspatronen Henric Johan af Forselles och Virginia Carlsköld. Han var gift med Maria Elisabeth Elfvendahl, dotter till kyrkoherden i Ekshärad prosten Pehr Elfvendahl och Ester Robsahm.